# Zorochros alysidotus
Zorochros alysidotus là một loài bọ cánh cứng trong họ Elateridae. Loài này được Kiesenwetter miêu tả khoa học năm 1858.